# Sasha Barrese
Sasha Barrese, de son vrai nom Alexandra Barrese, est une actrice américaine née le 24 avril 1981 à Maui (Hawaï), connue pour avoir incarné Sally Franklin dans Run of the House et Tracy Garner dans la trilogie Very Bad Trip.

## Filmographie

### Cinéma
- 1989 : Voyageurs sans permis (Homer and Eddie), d'Andrei Konchalovsky : 4-Year-Old Girl
- 1990 : Jezebel's Kiss, de Harvey Keith : Young Jezebel
- 1999 : American Pie, de Paul et Chris Weitz : Courtney, the Random Cute Girl
- 2000 : Dropping Out, de Mark Osborne : Heather
- 2000 : Hellraiser 5 (Hellraiser: Inferno) (vidéo), de Scott Derrickson : Daphne Sharp
- 2001 : La Revanche d'une blonde (Legally Blonde), de Robert Luketic : Another Girl
- 2002 : Le Cercle (The Ring), de Gore Verbinski : Girl Teen #1
- 2007 : Full-Dress (court-métrage), de Carlos Puga : Nun 1
- 2009 : Very Bad Trip, de Todd Philipps
- 2010 : Laisse-moi entrer (Let Me In), de Matt Reeves : Virginia
- 2011 : Very Bad Trip 2 (The Hangover 2), de Todd Phillips : Tracy Garner-Billings
- 2013 : Very Bad Trip 3 de Todd Phillips : Tracy Garner-Billings

### Télévision
- 1999 : Incorrigible Cory (Boy Meets World) (série télévisée) : Janine (1 épisode, 1999)
- 2001 : Undressed (série télévisée) : Lindsay (saison 4)
- 2001 : Close to Home (téléfilm), de Brian Robbins
- 2002 : Paranormal Girl (téléfilm), d'Andrew Fleming : Kelly Billingham
- 2002 : Voilà ! (Just Shoot Me) (série télévisée) : Tess (3 épisodes, 2002-2003)
- 2003 : Run of the House (série télévisée) : Sally Franklin (18 épisodes, 2003-2004)
- 2004 : LAX (série télévisée) : Caitlin Mansfield (9 épisodes, 2004-2005)
- 2006 : Les Experts : Miami (CSI: Miami) (série télévisée) : April Goodwin (1 épisode, 2006)
- 2007 : Drive (série télévisée) : Dupree (1 épisode, 2007)
- 2007 : Carpoolers (série télévisée) : Holly (1 épisode, 2007)
- 2007 : Supernatural (série télévisée) : Casey (1 épisode, 2007)
- 2008 : The More Things Change... (téléfilm), de Todd Phillips : Madeline Stone
- 2009 : Roommates (série télévisée) : Jenny (1 épisode, 2009)
- 2010 : Trauma (série télévisée) : Christine (1 épisode, 2010)